# NGC 6062
NGC 6062 est une vaste et lointaine galaxie spirale barrée située dans la constellation d'Hercule. Sa vitesse par rapport au fond diffus cosmologique est de 11 809 ± 7 km/s, ce qui correspond à une distance de Hubble de 174,2 ± 12,2 Mpc (∼568 millions d'al). NGC 6062 a été découverte par l'astronome français Édouard Stephan en 1884.
La classe de luminosité de NGC 6062 est II-III et elle présente une large raie HI. Selon la base de données Simbad, NGC 6062 est une galaxie LINER, c'est-à-dire une galaxie dont le noyau présente un spectre d'émission caractérisé par de larges raies d'atomes faiblement ionisés.
NGC 6062 fait partie du superamas d'Hercule,. 